# Bernhard Zgoll
Bernhard Zgoll (nacido como Bernard Jan Zgol; Chorzów, Polonia; 25 de junio de 1927–agosto de 2002) fue un entrenador de fútbol alemán. Es el segundo entrenador más joven de la historia de la Ekstraklasa.

## Trayectoria
Comenzó su andadura como entrenador en 1949, a la temprana edad de 21 años, dirigiendo al Szombierki Bytom de la primera división de Polonia. En su país natal también entrenó al Widzew Lodz y Górnik Radlin, hasta que en 1958, fue condenado por un tribunal militar a 10 años de prisión por colaborar con la inteligencia estadounidense. En 1970 emigró a Alemania, donde adquirió la nacionalidad y germanizó su nombre.
En 1974 se hizo cargo de la Selección de Kenia, con la que ganó la Copa CECAFA de 1975. En su estancia de cuatro años en el país africano, estuvo a cargo de la creación de los Centros Olímpicos de la Juventud en Nairobi, Mombasa, Kisumu y Nakuru.
En 1978 viajó a Filipinas para ejercer de asesor técnico de la federación, aunque durante algún tiempo compaginó su cargo con el de seleccionador nacional. En 1983, se marchó a la Asociación de Fútbol de Corea del Sur como asesor técnico. Al año siguiente, regresó a Kenia para ponerse al mando de la selección nuevamente.
En 1991 fue anunciado como seleccionador nacional de la República Dominicana, con la que alcanzó la fase final de la Copa del Caribe de 1991.

## Clubes
| Club                                 | País                 | Año       |
| ------------------------------------ | -------------------- | --------- |
| Szombierki Bytom                     | Polonia              | 1949-1950 |
| Widzew Lodz                          | Polonia              | 1953-1954 |
| Górnik Radlin                        | Polonia              | 1955-1956 |
| Selección de Kenia                   | Kenia                | 1974-1975 |
| Selección de Filipinas               | Filipinas            | 1980      |
| Selección de Kenia                   | Kenia                | 1984      |
| Selección de la República Dominicana | República Dominicana | 1991-1992 |

## Palmarés
| Título      | Club               | Año  |
| ----------- | ------------------ | ---- |
| Copa CECAFA | Selección de Kenia | 1975 |